# Hughes Springs
Hughes Springs é uma cidade localizada no estado norte-americano do Texas, no Condado de Cass e Condado de Morris.

## Demografia
Segundo o censo norte-americano de 2000, a sua população era de 1856 habitantes.
Em 2006, foi estimada uma população de 1860, um aumento de 4 (0.2%).

## Geografia
De acordo com o United States Census Bureau tem uma área de
6,3 km², dos quais 6,3 km² cobertos por terra e 0,0 km² cobertos por água.

## Localidades na vizinhança
O diagrama seguinte representa as localidades num raio de 24 km ao redor de Hughes Springs.